# Chellalat El Adhaoura
Chellalat El Adhaoura (în arabă شلالة العذاورة) este o comună din provincia Médéa, Algeria.
Populația comunei este de 57.300 locuitori (2008).